# Les Esseintes
Les Esseintes è un comune francese di 278 abitanti situato nel dipartimento della Gironda nella regione della Nuova Aquitania.

## Società

### Evoluzione demografica
Abitanti censiti